# La Regrippière
La Regrippière is een gemeente in het Franse departement Loire-Atlantique (regio Pays de la Loire). De plaats maakt deel uit van het arrondissement Nantes. La Regrippière telde op 1 januari 2022 1.559 inwoners.

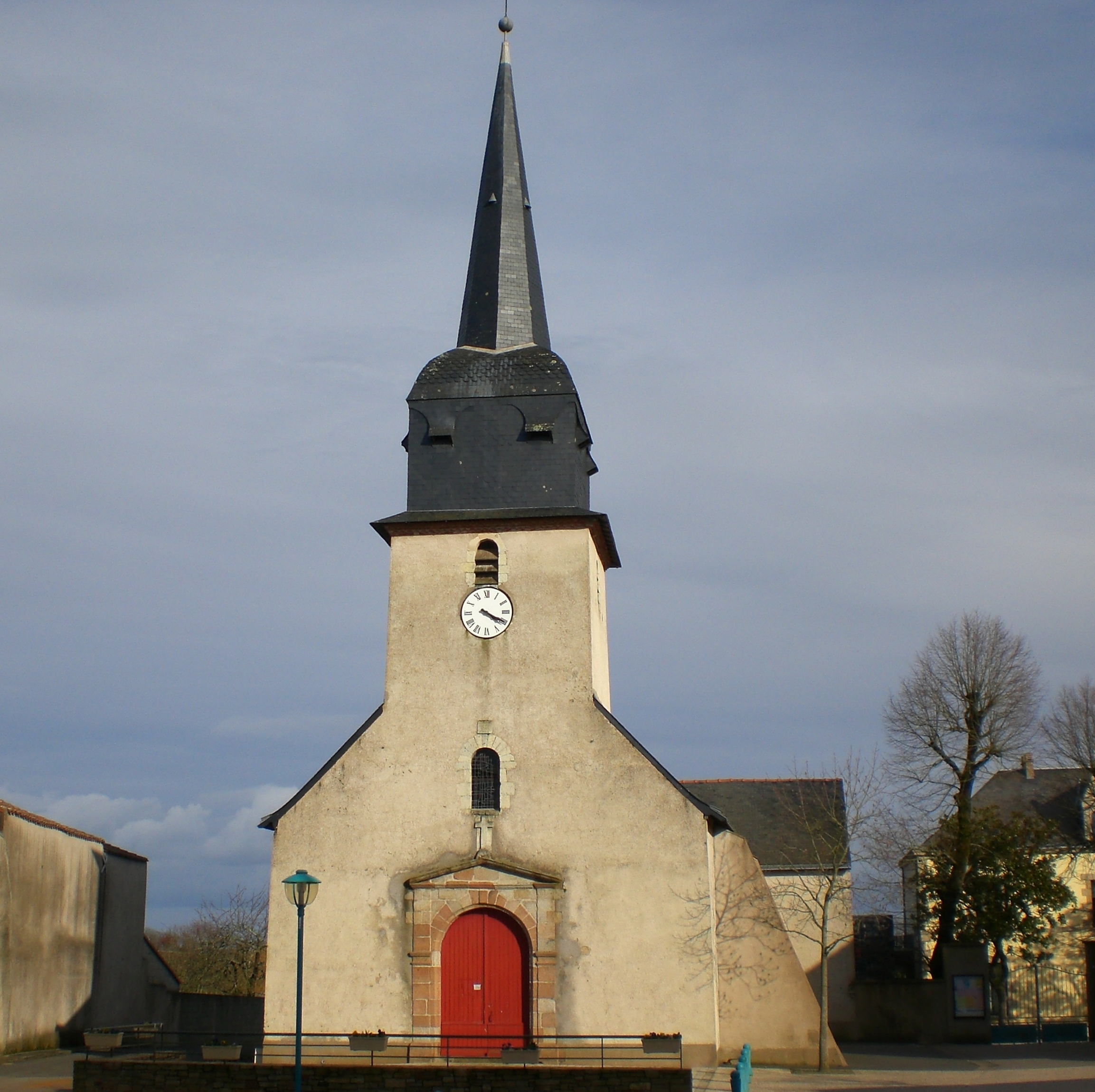
Kerk in La Regrippière
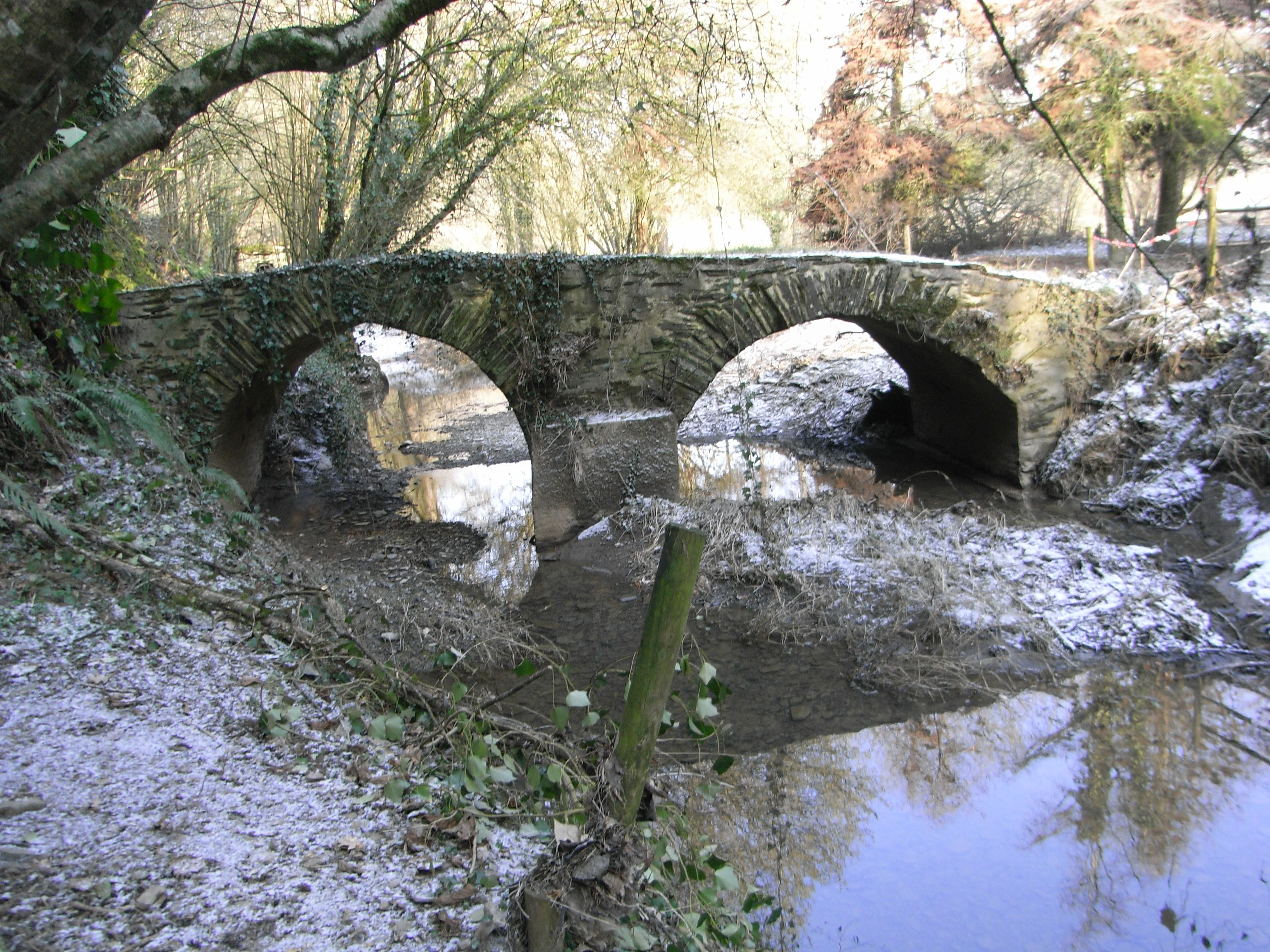
Romeinse brug

## Geografie
De oppervlakte van La Regrippière bedroeg op 1 januari 2022 18,17 vierkante kilometer; de bevolkingsdichtheid was toen 85,8 inwoners per km².

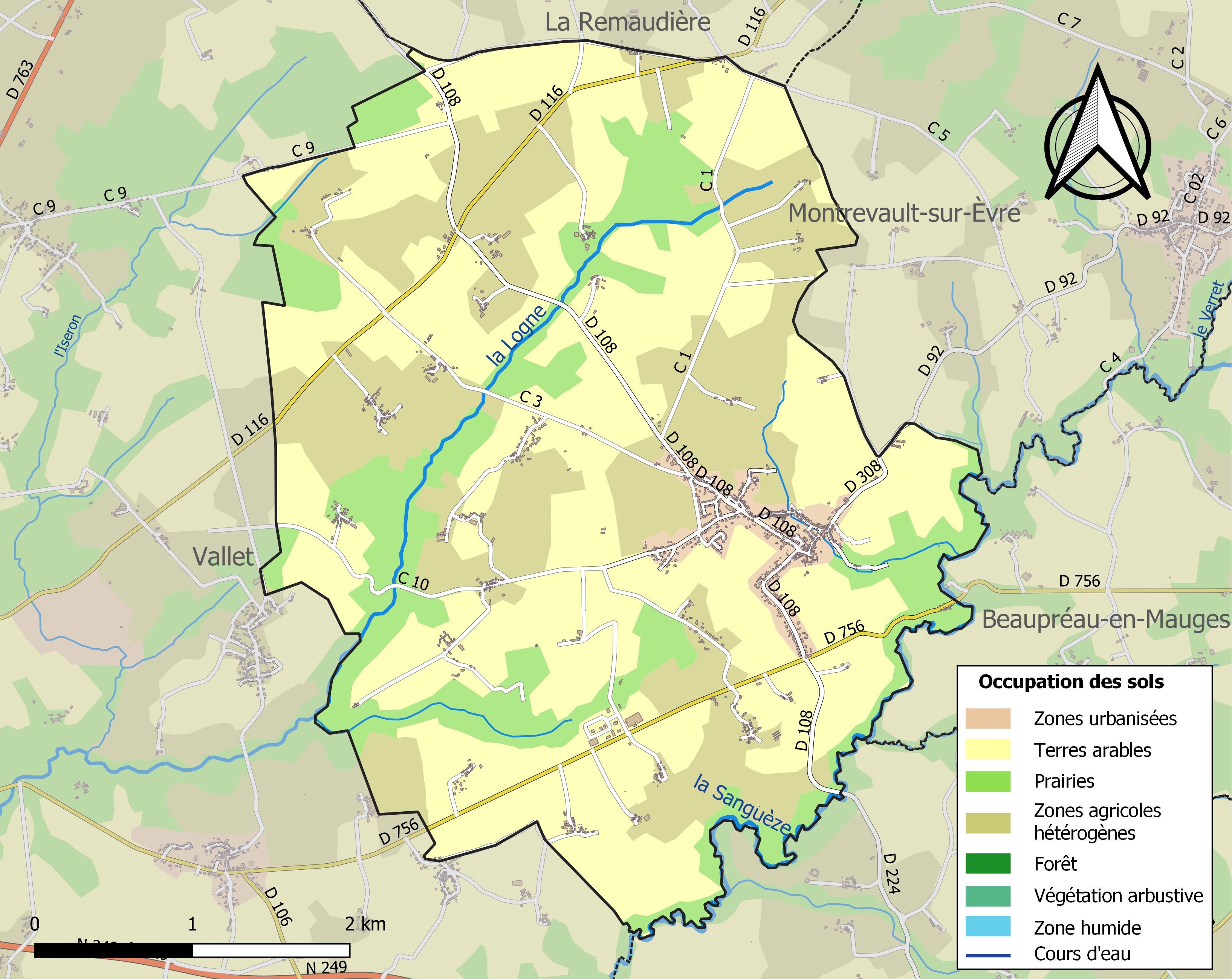
Kaart van de gemeente met de belangrijkste infrastructuur, bodemgebruik en omliggende gemeenten

## Demografie
Onderstaande figuur toont het verloop van het inwonertal (bron: INSEE-tellingen).